# Stadsbrand van Sneek (1295)
De stadsbrand van 1295 behoort tot de grootste branden die Sneek geteisterd hebben. 
Bij deze eerste grote stadsbrand brandde de nog jonge stad Sneek bijna in zijn totaliteit af. Slechts twee panden in de omgeving van de Marktstraat bleven onbeschadigd. De brand trof ook het Oude Hospitaalklooster. Het gehele gebouw ging in vlammen op. Daarbij kwamen vier nonnen om het leven.